# Cuitlamecaco
Cuitlamecaco är en ort i Mexiko.   Den ligger i kommunen Tamazunchale och delstaten San Luis Potosí, i den sydöstra delen av landet, 200 km norr om huvudstaden Mexico City. Cuitlamecaco ligger 370 meter över havet och antalet invånare är 103.
Terrängen runt Cuitlamecaco är kuperad österut, men västerut är den bergig. Terrängen runt Cuitlamecaco sluttar österut. Runt Cuitlamecaco är det ganska tätbefolkat, med 56 invånare per kvadratkilometer. Närmaste större samhälle är Tamazunchale, 5,3 km nordost om Cuitlamecaco. I omgivningarna runt Cuitlamecaco växer huvudsakligen savannskog.